# Parrottsville
Parrottsville – miasto w Stanach Zjednoczonych, w stanie Tennessee, w hrabstwie Cocke.